# Колдер, Фрэнк (политик)
Фрэнк Колдер (англ. Frank Calder, полное имя Frank Arthur Calder; 1915—2006) — канадский политик коренного народа нисга'а, доктор богословия.

## Биография
Родился 3 августа 1915 года в Nass Harbour, провинция Британская Колумбия.
Стал первым коренным жителем, окончившим Англиканский теологический колледж Университета Британской Колумбии. В 1949 году на выборах в Британской Колумбии Фрэнк Колдер был избран в Законодательное собрание Британской Колумбии от избирательного округа Атлин, где продолжал служить до 1979 года. Он представлял Кооперативную федерацию Содружества Британской Колумбии, которая позже стала Новой демократической партией Британской Колумбии.
В 1972 году Колдер стал членом кабинета в правительстве Дэйва Барретта и был первым министром кабинета от аборигенов Британской Колумбии. В 1973 году он был уволен из кабинета министров из-за инцидента с участием спутницы, алкоголя и автомобиля, припаркованного на перекрестке; но обвинение ему не было предъявлено.
В 1975 году Колдер вступил в Партию социального кредита Британской Колумбии и был переизбран в законодательное собрание Британской Колумбии. На очередных выборах в 1979 году он уступил своё место кандидату от оппозиционной партии — Элу Пассареллу, проиграв с перевесом всего в один голос. Позже Фрэнк Колдер признался, что они с женой Тамаки Косибэ (англ. Tamaki Koshibe) голосование проигнорировали.
Колдер основал Совет племени нисга’а, созданный в Британской Колумбии, и в течение 21 года (до 1974) был его президентом.
Умер 4 ноября 2006 года в доме престарелых в городе Виктория Британской Колумбии от последствий рака.
В 1987 году был награждён орденом Канады (офицер), в 1996 году был удостоен премии National Aboriginal Achievement Award, в 2004 году награждён орденом Британской Колумбии.